# 柱侯醬
柱侯醬是一種醬料，佛山特產，用黃豆、鹽、糖、芝麻和生抽等製成的。主要用於肉類，例如牛腩。

## 歷史
始創人是清朝佛山祖廟附近三元里開食店的廚師梁柱侯，他以秘製醬汁炆牛腩、牛雜。被佛山的三品樓聘為廚師後繼續研究出適合炆雞、牛腩、牛雜的醬汁，佛山人稱之為柱侯醬。

## 配方
- 原豉醬（未抽過豉油的原豉醬）
- 芝麻醬
- 蒜頭
- 薑
- 陳皮
- 糖
- 油
- 水